# Liste von Sakralbauten in Creglingen
Die Liste von Sakralbauten in Creglingen nennt Kirchengebäude und sonstige Sakralbauten im Stadtgebiet von Creglingen im Main-Tauber-Kreis in Baden-Württemberg.

## Sakralbauten in Creglingen

### Christentum
Die evangelischen Sakralbauten im Stadtgebiet von Creglingen sind verschiedenen Kirchengemeinden im Kirchenbezirk Weikersheim zugeordnet. Die katholischen Sakralbauten im Stadtgebiet von Creglingen gehören zur Seelsorgeeinheit 3 im Dekanat Mergentheim.

#### Kirchengebäude und Kapellen
| Name                | Konfession | Ort                        | Bild | Koordinaten                 |
| ------------------- | ---------- | -------------------------- | --- | --------------------------- |
| Evangelische Kirche | ev.        | Freudenbach                | | 49° 28′ 27″ N, 10° 5′ 48″ O |
| Evangelische Kirche | ev.        | Münster                    | | 49° 26′ 32″ N, 10° 2′ 13″ O |
| Evangelische Kirche | ev.        | Niederrimbach              | | 49° 28′ 26″ N, 9° 59′ 46″ O |
| Evangelische Kirche | ev.        | Reinsbronn                 | | 49° 29′ 51″ N, 10° 2′ 29″ O |
| Fronleichnam        | r.-k.      | Creglingen                 | Bild gesucht Die Wikipedia wünscht sich an dieser Stelle ein Bild vom hier behandelten Ort. Falls du dabei helfen möchtest, erklärt die Anleitung , wie das geht. BW | 49° 28′ 17″ N, 10° 1′ 35″ O |
| Herrgottskirche     | ev.        | Creglingen Herrgottskirche | | 49° 27′ 30″ N, 10° 1′ 54″ O |
| St. Margaretha      | ev.        | Finsterlohr                | | 49° 26′ 6″ N, 10° 5′ 46″ O  |
| St. Nikolaus        | ev.        | Lichtel                    | | 49° 24′ 45″ N, 10° 2′ 54″ O |
| St. Peter und Paul  | ev.        | Creglingen                 | | 49° 28′ 10″ N, 10° 1′ 46″ O |
| St. Ägidius         | ev.        | Archshofen                 | | 49° 27′ 10″ N, 10° 4′ 25″ O |
| Ulrichskapelle      | ev.        | Standorf                   | | 49° 26′ 35″ N, 10° 0′ 7″ O  |

#### Klöster
| Name                              | Konfession | Ort        | Bild | Koordinaten                 |
| --------------------------------- | ---------- | ---------- | --- | --------------------------- |
| Deutschordenskommende Archshofen  | r.-k.      | Archshofen | Bild gesucht Die Wikipedia wünscht sich an dieser Stelle ein Bild vom hier behandelten Ort. Falls du dabei helfen möchtest, erklärt die Anleitung , wie das geht. BW | 49° 27′ 15″ N, 10° 4′ 11″ O |
| Schwesternsammlung Schmerbach     | r.-k.      | Schmerbach | Bild gesucht Die Wikipedia wünscht sich an dieser Stelle ein Bild vom hier behandelten Ort. Falls du dabei helfen möchtest, erklärt die Anleitung , wie das geht. BW | 49° 24′ 41″ N, 10° 4′ 9″ O  |
| Zisterzienserinnenabtei Frauental | r.-k.      | Frauental  | | 49° 29′ 54″ N, 10° 5′ 24″ O |

#### Friedhöfe
In der Kernstadt Creglingen sowie in einigen weiteren Stadtteilen und Weilern bestehen christliche Friedhöfe:
| Name     | Ort                        | Bild | Koordinaten                 |
| -------- | -------------------------- | --- | --------------------------- |
| Friedhof | Archshofen                 | Bild gesucht Die Wikipedia wünscht sich an dieser Stelle ein Bild vom hier behandelten Ort. Falls du dabei helfen möchtest, erklärt die Anleitung , wie das geht. BW | 49° 27′ 11″ N, 10° 4′ 31″ O |
| Friedhof | Creglingen Herrgottskirche | | 49° 27′ 32″ N, 10° 1′ 54″ O |
| Friedhof | Finsterlohr                | Bild gesucht Die Wikipedia wünscht sich an dieser Stelle ein Bild vom hier behandelten Ort. Falls du dabei helfen möchtest, erklärt die Anleitung , wie das geht. BW | 49° 26′ 2″ N, 10° 5′ 59″ O  |
| Friedhof | Frauental                  | Bild gesucht Die Wikipedia wünscht sich an dieser Stelle ein Bild vom hier behandelten Ort. Falls du dabei helfen möchtest, erklärt die Anleitung , wie das geht. BW | 49° 29′ 55″ N, 10° 5′ 23″ O |
| Friedhof | Freudenbach                | Bild gesucht Die Wikipedia wünscht sich an dieser Stelle ein Bild vom hier behandelten Ort. Falls du dabei helfen möchtest, erklärt die Anleitung , wie das geht. BW | 49° 28′ 26″ N, 10° 5′ 49″ O |
| Friedhof | Münster                    | Bild gesucht Die Wikipedia wünscht sich an dieser Stelle ein Bild vom hier behandelten Ort. Falls du dabei helfen möchtest, erklärt die Anleitung , wie das geht. BW | 49° 26′ 36″ N, 10° 2′ 4″ O  |
| Friedhof | Niederrimbach              | Bild gesucht Die Wikipedia wünscht sich an dieser Stelle ein Bild vom hier behandelten Ort. Falls du dabei helfen möchtest, erklärt die Anleitung , wie das geht. BW | 49° 28′ 26″ N, 9° 59′ 45″ O |
| Friedhof | Reinsbronn                 | Bild gesucht Die Wikipedia wünscht sich an dieser Stelle ein Bild vom hier behandelten Ort. Falls du dabei helfen möchtest, erklärt die Anleitung , wie das geht. BW | 49° 29′ 48″ N, 10° 2′ 26″ O |
| Friedhof | Schmerbach                 | Bild gesucht Die Wikipedia wünscht sich an dieser Stelle ein Bild vom hier behandelten Ort. Falls du dabei helfen möchtest, erklärt die Anleitung , wie das geht. BW | 49° 24′ 47″ N, 10° 4′ 14″ O |
| Friedhof | Standorf                   | | 49° 26′ 35″ N, 10° 0′ 7″ O  |
| Friedhof | Waldmannshofen             | Bild gesucht Die Wikipedia wünscht sich an dieser Stelle ein Bild vom hier behandelten Ort. Falls du dabei helfen möchtest, erklärt die Anleitung , wie das geht. BW | 49° 32′ 0″ N, 10° 4′ 27″ O  |

### Judentum
Die folgenden jüdischen Sakralbauten des ehemaligen Bezirksrabbinats Weikersheim und nach dessen Auflösung des ehemaligen Bezirksrabbinats Mergentheim bestanden einst im Stadtgebiet von Creglingen:
| Name                          | Ort        | Bild | Koordinaten                 |
| ----------------------------- | ---------- | ---- | --------------------------- |
| Jüdischer Friedhof Creglingen | Creglingen |      | 49° 27′ 44″ N, 10° 1′ 4″ O  |
| Synagoge                      | Archshofen |      | 49° 27′ 8″ N, 10° 4′ 19″ O  |
| Synagoge                      | Creglingen |      | 49° 28′ 11″ N, 10° 1′ 53″ O |

### Islam
Im Stadtgebiet von Creglingen besteht keine Moschee. Die Muslime besuchen unter anderem die nächstgelegene Moschee Lauda.